# Genopaschia protomis
Genopaschia protomis är en fjärilsart som beskrevs av Dyar 1914. Genopaschia protomis ingår i släktet Genopaschia och familjen mott. Inga underarter finns listade i Catalogue of Life.